# Народно читалище „Доростол – 1870“
Народното читалище „Доростол – 1870“ е културен институт, създаден на 1 септември 1870 година в град Силистра като читалище „Надежда“. Това се извършва по инициатива на видния български просветен деец Сава Доброплодни.
Читалището слага началото на театралното дело в Силистра. През 1894 година към него е основан смесен хор „Седянка“ от чеха Карел Махан. Под ръководството на педагога и композитор Петър Бояджиев, през 1910 г. хорът е основател и домакин на Събора на хоровете от крайдунавските градове. Просветната дейност читалищните дейци се извършва в разкритите читалня, библиотека, вечерни курсове и неделно училище. Тружениците подготвят беседи, театрални представления, оперети.
През 1959 година към читалището е създадена Детска музикална школа за обучение по музика, школа по изобразително изкуство, балет и чужди езици. По повод на неговата деветдесет годишнината, Читалище „Доростол“, през 1960 година е обявено за Образцово Народно читалище и е удостоено с орден „Кирил и Методий“ – І-ва степен. През 1965 година е основан Детският хор „Дунавски славеи“ с диригент Стоян Чешмеджиев. През 1966 се основава Ансамбълът за народни песни и танци „Силистра“ от диригента Станьо Бенев, а хореограф е Стоил Енчев. През 1977 година е създаден Фолклорният ансамбъл „Добруджанче“. През годините имената на Читалището се променят – „Надежда“, „Трендафил“, „Родолюбие“, „Доростол“.

## Читалищна дейност
- Кръжок по математика; Школа по изобразително изкуство; Школа по пиано, кавал и гайда
- Школа български език и литература
- Детска фолклорна формация „Добруджанче“; Ансамбъл за народни песни и танци „Силистра“; Фолклорна група „Добруджа“; Фолклорна група „Златна Добруджа“
- Танцов състав към Ансамбъл за народни песни и танци „Силистра“; Танцов състав към Детска фолклорна формация „Добруджанче“; Танцова група към Фолклорна група „Добруджа“; Клуб за народни танци за деца и възрастни;
- Балетна школа „Лиденс“; Групи за съвременни и характерни танци.
- Фитнес клуб „Зумба“
- Клуб по спортно ориентиране „Азимут“, Силистра
- Народен хор към Ансамбъл за народни песни и танци „Силистра“; Народен хор към Детска фолклорна формация „Добруджанче“; Група за стари градски песни „Златна есен“; Група за руски песни „Интер“;